# Century Dictionary
The Century Dictionary and Cyclopedia est l'un des plus grands dictionnaires encyclopédiques de la langue anglaise. À l'époque[Quand ?], il était comparé favorablement à l'Oxford English Dictionary et était fréquemment consulté pour obtenir des informations plus factuelles que ce qui serait normalement le cas pour un dictionnaire.

## Histoire
Le Century Dictionary est basé sur The Imperial Dictionary of the English Language (en), édité par le Révérend John Ogilvie (1797-1867) et publié par W. G. Blackie and Co. d'Ecosse, 1847-1850, qui à son tour est une extension de la deuxième édition de 1841 de l'American Dictionary de Noah Webster. En 1882, la Century Company de New York a acheté les droits américains de The Imperial Dictionary à Blackie and Son.
La première édition du Century Dictionary a été publiée de 1889 à 1891 par The Century Company, et a été décrite comme "six volumes en vingt-quatre". La première édition compte 7 046 pages et comporte quelque 10 000 illustrations gravées sur bois. Elle a été éditée par l'érudit et linguiste sanskrit William Dwight Whitney, avec l'aide de Benjamin Eli Smith.
En 1895, une édition en 10 volumes a été publiée, les huit premiers volumes contenant le dictionnaire proprement dit, et les deux derniers un dictionnaire biographique et un atlas mondial. Des éditions en 10 ou 8 volumes ont été publiées en 1899, 1901, 1902, 1903 et 1904. En 1901, le titre et le sous-titre ont légèrement changé, passant de The Century Dictionary; an encyclopedic lexicon of the English language à The Century Dictionary and Cyclopedia; a work of universal reference in all departments of knowledge, with a new atlas of the world. D'autres éditions ont été publiées en 1906, 1909 et 1911, cette fois en 12 volumes chacune.
Après la mort de Whitney en 1894, des volumes supplémentaires ont été publiés sous la supervision de Smith, notamment The Century Cyclopedia of Names (1894) et The Century Atlas (1897). Un supplément en deux volumes de nouveau vocabulaire, publié en 1909, a complété le dictionnaire. Une édition reformatée, The Century Dictionary and Cyclopedia, a été publiée en 1911 en douze volumes quarto : dix de vocabulaire, plus le volume des noms et l'atlas. Cet ensemble a fait l'objet de plusieurs tirages, le dernier en 1914. La même année, les dix volumes de vocabulaire ont été publiés en un seul volume géant, environ 8 500 pages dans un papier très fin. L'édition papier de l'Inde, désormais très convoitée, est également parue à cette époque, généralement en cinq volumes doubles (rarement, en dix volumes simples) plus un supplément pour la Cyclopédie.
Le dictionnaire achevé contenait plus de 500 000 entrées, soit plus que le Webster's New International ou le Funk and Wagnalls New Standard, les plus grands autres dictionnaires de l'époque. Chaque forme de mot a été traitée séparément, et un grand nombre de citations et d'informations supplémentaires ont été incluses pour étayer les définitions. Dans ses étymologies, les mots grecs n'étaient pas translittérés.
Bien qu'aucune édition révisée du dictionnaire ne fut plus jamais publiée, une édition abrégée avec de nouveaux mots et d'autres caractéristiques, The New Century Dictionary (édité par H.G. Emery et K.G. Brewster ; éditeur de la révision, Catherine B. Avery,) fut publiée par Appleton-Century-Crofts de New York en 1927, et réimprimée sous diverses formes pendant plus de trente-cinq ans. Le New Century est devenu la base de l'American College Dictionary, le premier Random House Dictionary, en 1947. La New Century Cyclopedia of Names, en trois volumes, est une extension du volume de 1894 et est publiée en 1954, sous la direction de Clarence Barnhart.
Le Century Dictionary a été admiré pour la qualité de ses entrées, le savoir-faire de sa conception, de sa typographie et de sa reliure, ainsi que pour ses excellentes illustrations. Il a été utilisé comme source d'information par les créateurs de nombreux dictionnaires ultérieurs, notamment les éditeurs de l'Oxford English Dictionary, qui l'ont cité plus de 2 000 fois dans la première édition. En 1913, une thèse de doctorat sur les American Dictionaries concluait son chapitre de 14 pages sur le Century Dictionary en affirmant que l'ouvrage « surpasse de loin tout ce qui existe dans la lexicographie américaine ».

## Typographie et composition
Le Century Dictionary a été composé et imprimé par Theodore Low De Vinne, qui lui a donné une esthétique typographique qui préfigurait une norme de l'impression de livres au XXe siècle. Préfiguré dans le travail de De Vinne sur le Century Magazine depuis ses origines comme Scribner's Monthly en 1870, l'imprimeur a évité les fines lignes et la lisibilité réduite des caractères à empattement "modernes" qui étaient principalement utilisés au milieu des années 1800, préférant le Caslon comme un visage "ancien" plus robuste et plus lisible. En raison de la complexité de la composition d'un grand dictionnaire, De Vinne a également conçu un stand de composition élaboré qui a donné aux compositeurs l'accès à plus de sept cents boîtes de caractères et de sortes spéciales à portée de main.

## Travaux de numérisation
Les œuvres ne sont pas soumises au droit d'auteur et des efforts ont été faits pour numériser les volumes. 

### 24 parties
1889-91
| Volume | Partie | Couverture       | Éditions numérisées       |
| ------ | ------ | ---------------- | ------------------------- |
| Vol 1. | 1      | A – Appet.       | 1889–91                   |
|        | 2      | Appet. – Bice    | 1889–91                   |
|        | 3      | Bice – Carboy    | 1889–91                   |
|        | 4      | Carboy – Cono.   | 1889–91                   |
| Vol 2. | 5      | Cono. – Deflect  | 1889–91, 1889–91          |
|        | 6      | Deflect – Drool  | 1889–91                   |
|        | 7      | Droop – Expirant | 1889–91                   |
|        | 8      | Expirant – Fz    | 1889–91                   |
| Vol 3. | 9      | G – Halve        | 1889–91, 1889–91, 1889–91 |
|        | 10     | Halve – Iguvine  | 1889–91, 1889–91          |
|        | 11     | Ihleite – Juno   | 1889–91                   |
|        | 12     | Juno – Lyverey   | 1889–91                   |
| Vol 4. | 13     | M – Mormon       | 1889–91, 1889–91, 1889–91 |
|        | 14     | Mormon – Optic   | 1889–91                   |
|        | 15     | Optic – Pilar    | 1889–91                   |
|        | 16     | Pilar – Pyx-veil | 1889–91                   |
| Vol 5. | 17     | Q – Ring         | 1889–91                   |
|        | 18     | Ring – Sea-gull  | 1889–91                   |
|        | 19     | Sea-gull – Smash | 1889–91                   |
|        | 20     | Smash – Stro.    | 1889–91                   |
| Vol 6. | 21     | Stru. – Term     | 1889–91                   |
|        | 22     | Term – Trust     | 1889–91                   |
|        | 23     | Trust – Vysar    | 1889–91                   |
|        | 24     | W – Z            | 1889–91                   |

### Dix volumes
| Volume | Couverture                | Éditions numérisées                                                                                          | Notes |
| ------ | ------------------------- | --- | ----- |
| Vol 1  | A. B. Celt                | 1895, 1897, 1901, 1904, 1906                                                                                 |       |
| Vol 2  | Celt. – Drool             | 1895, 1897, 1901, 1901, 1904, 1904, 1906                                                                     |       |
| Vol 3  | Droop. E. F. G.           | 1895, 1897, 1897, 1904                                                                                       |       |
| Vol 4  | H. I. J. K. L.            | 1895, 1897, 1901, 1901, 1904, 1904                                                                           |       |
| Vol 5  | M. N. O. Phar.            | 1895, 1897, 1901, 1904                                                                                       |       |
| Vol 6  | Phar. Q. R. Salse.        | 1895, 1897, 1901, 1901, 1904                                                                                 |       |
| Vol 7  | Salsi. – Tech.            | 1895, 1897, 1901, 1901, 1904, 1904                                                                           |       |
| Vol 8  | Tech. U. V. W. X. Y. Z    | 1895, 1901, 1901, 1904, 1907                                                                                 |       |
| Vol 9  | Proper Names              | 1897, 1904 Separately: 1894, 1895 (Vol 1), 1895 (Vol 1), 1895 (Vol 2), 1914, 1918, 1954 (New Century, Vol 1) |       |
| Vol 10 | Atlas                     | 1897, 1901                                                                                                   |       |
| Vol 11 | Dictionary Supplement A–L | 1909, 1910, 1910, 1910                                                                                       |       |
| Vol 12 | Dictionary Supplement M–Z | 1910 |       |

### Douze volumes
- En 1911, de l'Université du Michigan et de l'Université Cornell